# اوهام (گروه موسیقی)
اوهام یک گروه موسیقی ایرانی است که سبک موسیقی آن تلفیقی از راک و موسیقی ایرانی  به همراه اشعار حافظ و مولوی می‌باشد. این گروه در سال ۱۳۷۸ با سه عضو اصلی شامل شهرام شعرباف، بابک ریاحی‌پور و شاهرخ ایزدخواه شکل گرفت. بابک و شاهرخ در سال ۱۳۸۲ از گروه جدا شدند و شهرام فعالیت گروه را ادامه داد. اوهام تا مدت‌ها مجوز فعالیت رسمی نداشت و در این زمان ۴ آلبوم را به‌طور غیر رسمی منتشر کرد و برای دانلود در اختیار طرفدارانش قرار داد. سرانجام شهرام شعرباف توانست در شهریور سال ۱۳۹۱ تحت عنوان گروه شهرام شعرباف فعالیت رسمی خود در ایران را آغاز و پس از سال‌ها در تهران کنسرت برگزار کند. این گروه پنجمین آلبوم و نخستین آلبوم رسمی خود را در سال ۱۳۹۲ با عنوان این خرقه بینداز منتشر کرد.

## تاریخچه
گروه اوهام در سال ۱۳۷۸ توسط شهرام شعرباف (خواننده و آهنگ‌ساز) به همراه شاهرخ ایزدخواه (گیتار الکتریک) و بابک ریاحی‌پور (گیتار بیس) در تهران تشکیل شد. اولین آلبوم خود نهال حیرت را در تابستان همان سال ضبط کرد و با یک شرکت برای انتشار آن قرارداد بست. اما وزارت فرهنگ و ارشاد اسلامی از دادن مجوز به اوهام خودداری کرد و موسیقی آنان را اثری غربی و فاقد استانداردهای قانونی دانست. اوهام که نتوانسته بود برای آلبوم نهال حیرت از وزارت ارشاد مجوز بگیرد، در زمستان ۱۳۷۹ وب‌گاه رسمی خود را راه انداخت و تمام آهنگ‌های نهال حیرت را به صورت رایگان در اختیار شنوندگان قرار داد. بدین ترتیب آهنگ‌های اوهام در مدت کوتاهی بین جوانان ایرانی پخش شد و توانست طرفداران بسیاری بدست آورد. اوهام در این مدت همچنان به تلاش‌های خود برای انتشار قانونی آلبوم و نیز اجرای زنده ادامه می‌داد که هیچ‌کدام به ثمر نرسید.
در زمستان ۱۳۸۰ اوهام توانست اولین اجرای زنده خود را به صورت خصوصی در کلیسای روس ارتودکس تهران برگزار کند، و در آن آلبوم نهال حیرت را به صورت کامل اجرا کرد. اما گروه همچنان از اجرای زنده به صورت رسمی محروم بود. در پاییز ۱۳۸۱ اوهام دو آهنگ جدید خود را با نام‌های «حافظ عاشق است» و «راه عشق» ضبط کرد. این دو آهنگ که به صورت مجموعه‌ای به نام حافظ عاشق است عرضه گردید، آخرین کار گروه با اعضا اولیه خود بود. این دو آهنگ قبل از عید ۱۳۸۲ از طریق وب‌گاه رسمی اوهام عرضه شد که در همان هفته اول بیش از ۱۵۰۰۰ بار بارگیری شد.
در اوایل ۱۳۸۲ شاهرخ و بابک هر کدام به دلیلی از گروه جدا شدند، و گروه برای مدتی از هم پاشید. تا اینکه شهرام پس از اقامت کوتاه خود در کانادا به ایران بازگشت و دوباره گروه را به تنهایی راه انداخت. در بهار ۱۳۸۳ شهرام گروهی را تشکیل داد و برای اجرای زنده کارهای خود به شهرهای برلین، هامبورگ و روستوک آلمان سفر کرد. پس از بازگشت به تهران گروه توانست چندین اجرای زنده دیگر داشته باشد که از جمله آن می‌توان به اجرا زنده گروه به مناسبت روز جهانی ایدز (که به صورت خیریه برگزار می‌شد) اشاره کرد.
اواخر ۱۳۸۳ شهرام شروع به ضبط نهایی آهنگ‌هایی کرد که طی دو سال گذشته آماده و ضبط کرده‌بود. در تابستان ۱۳۸۴ توانست آن‌ها را به صورت یک آلبوم به نام آلوده در آورد، و شرکت «بم آهنگ» در کانادا مسئولیت چاپ و پخش آن در آمریکای شمالی و اروپا را بر عهده گرفت. در این آلبوم علاوه بر اشعار حافظ در چهار قطعه از اشعار مولانا استفاده شده بود.
اوهام در ۳۰ مهر ۱۳۸۵ (۲۲ اکتبر ۲۰۰۶) یکی از شرکت‌کنندگان در جشنواره میان‌کهکشانی موسیقی ایرانی در زندام هلند بود.
در سال ۱۳۸۸، شهرام شعرباف به مناسبت ده سالگی گروه، آلبومی شامل ۱۵ رمیکس از آهنگ‌های قبلی  اوهام را در قالب آلبومی به نام ایهام (E-HUM) منتشر کرد.  همچنین قطعه پیر مِی فروش که در سال ۱۳۷۸ در آلبوم نهال حیرت به‌صورت دمو منتشر شده بود به‌طور کامل به‌همراه این آلبوم منتشر شد.

## فعالیت رسمی و برگزاری کنسرت
شهرام شعرباف در تابستان سال ۱۳۹۱ و پس از دریافت مجوز فعالیت در ایران تحت نام گروه شهرام شعرباف، قصد داشت بعد از ۱۲ سال با مجوز رسمی وزارت ارشاد در تهران آهنگ‌های اوهام را بر روی صحنه اجرا کند؛ اما این اجرا به دلایل نامعلومی لغو شد و اوهامی‌هایی که بلیط خریده بودند، تنها توانستند در زیرزمین یک استودیویی صدابرداری و در غالب یک اجرای پژوهشی به شنیدن آهنگ‌های اوهام بنشینند. اما سرانجام چندی بعد در روزهای آخر تابستان ۱۳۹۱ شهرام شعرباف موفق شد با گروه تازه خود در مجموعه فرهنگی برج آزادی در طی ۳ روز و ۶ سانس، آهنگ‌های قدیمی گروه اوهام را پس از ۱۳ سال برای نخستین بار به‌طور رسمی در ایران به روی صحنه ببرد که با استقبال بی‌سابقه طرفداران این گروه مواجه شد. صبح روز بعد از آخرین اجرا، اوهام در صفحه فیس‌بوک خود عکسی از پوستر بزرگ کنسرت با تصویر شهرام شعرباف در پس‌زمینه‌ای که برج آزادی در آن پدیدار بود منتشر کرد و نوشت: اوهام در آزادی.
به دنبال رفع مشکل فعالیت رسمی اوهام در ایران، گروه سال ۱۳۹۱ و ۱۳۹۲ را با اجراهای پرشور و انرژی خود (از جمله در سالن اریکه ایرانیان) سپری کرد. با توجه به اینکه وزارت ارشاد ایران مجوز فعالیت رسمی گروه را به نام "گروه شهرام شعرباف" صادر کرده، گروه اجازه استفاده از نام "اوهام" را در تبلیغات رسمی خود در داخل کشور ندارد.
در بهار سال ۱۳۹۲ شهرام شعرباف ضبط اولین آلبوم رسمی اوهام در ایران را به همراه اعضای جدید گروه که در ۳ سال گذشته با اوهام فعالیت نموده بودند آغاز نمود. ضبط آلبوم از ۲۰ خرداد ۹۲ آغاز شد و تا پایان مهر ۹۲ ادامه داشت. در پی امضای قرارداد یک ساله اجرای کنسرت در ایران با شرکت "آوای دوران" در شهریور ۹۲، پس از پایان ضبط آلبوم و قبل از میکس و مسترینگ آن، اوهام در آبان ۹۲ در سالن "اریکه ایرانیان" به روی صحنه رفت و چند آهنگ از آلبوم جدید خود را برای طرفداران اجرا نمود که با استقبال گرم آن‌ها روبرو شد.
پنجمین آلبوم اوهام و اولین آلبوم رسمی گروه در ایران از سال ۱۳۷۸ تا به امروز به نام "این خرقه بینداز" ۱۷ اسفند ۱۳۹۲ در ایران و سراسر جهان منتشر شد. با توجه به اینکه سایت رسمی اوهام در داخل ایران فیلتر شده، شهرام شعرباف با راه‌اندازی سایت شخصی خود ارتباط دوباره‌ای با طرفداران برقرار نمود.
در اردیبهشت ۱۳۹۳ اوهام برای ۲ شب در مجموعه میدان آزادی (که تبدیل به مکانی محبوب برای طرفداران اوهام شده) به روی صحنه رفت و آلبوم جدید خود را به همراه قطعات محبوب طرفداران از آلبوم‌های قبلی اجرا نمود که با استقبال طرفداران مواجه شد. همین کنسرت در تاریخ ۳۰ خرداد ۹۳ برای یک شب دیگر تمدید شد و گروه برای این اجرا آهنگ‌های دیگری از آلبوم‌های قدیم و جدید خود را به لیست اجرا افزود.
در نیمه دوم سال ۱۳۹۳ برنامه کنسرت‌های گروه اوهام که قرار بود طبق برنامه‌ریزی در شهرهای مختلف ایران برگزار شود لغو شد. در بهمن ۱۳۹۳ شهرام شعرباف، طی دو نامه خطاب به پیروز ارجمند، ریاست وقت دفتر موسیقی وزارت ارشاد که به‌طور رسمی نیز انتشار یافت، ضمن گلایه از مجموعه تحت مدیریت وی و شرح مشکلاتی که بر سر فعالیت گروه ایجاد شده به نشانه اعتراض خواهان لغو مجوز رسمی فعالیتش شد.

## آلبوم‌ها
- نهال حیرت (۱۳۷۸)
- حافظ عاشق است (۱۳۸۱)
- آلوده (۱۳۸۴)
- ایهام (۱۳۸۸)
- این خرقه بینداز (۱۳۹۲)
- شط شراب (۱۴۰۰)

## تک‌آهنگ
- دلبر عیار
- قطعه جام‌جم که به عنوان تیتراژ پایانی فصل پنجم مستند مسابقه فرمانده در نوروز ۱۳۹۸ از شبکه های مستند، شبکه سه و شبکه افق پخش شد. [۹]

## اعضای گروه
اعضای فعلی
- شهرام شعرباف: گیتار الکتریک و آکوستیک، آواز و

کیبورد
- بابک ریاحی‌پور: گیتار بیس
- احسان ایزدخواه：گیتار الکتریک
- سامان وندادی: تار، سه تار، کمانچه، دف
- پویا شمالی: گیتار بیس
- روزبه قلی پور: درامز
- نیما رمضان: گیتار

اعضای پیشین
- شاهرخ ایزدخواه: گیتار الکتریک
- کسری ابراهیمی: درامز